# Talbot Samba
Talbot Samba var en mellem slutningen af 1981 og foråret 1986 bygget minibil fra det af PSA Peugeot Citroën ejede bilmærke Talbot.
PSA havde i 1978 overtaget Chrysler Europe med bl.a. varemærkerne Talbot og Simca. Hos Simca var Simca 1000 udgået i april 1978, og den egentligt af Talbot Horizon afløste model Talbot-Simca 1100 blevet modificeret og som indstigningsmodel og afløser for Simca 1000 bibeholdt i produktion. Da også denne model teknisk set var forældet og man ville sammenlægge de forskellige produktionsanlæg og -kapaciteter, valgte man at udvikle Samba på basis af de næsten identiske modeller Peugeot 104 og Citroën LN. Med sit eget karrosseri og en længere akselafstand end de to andre modeller var Samba den dyreste af disse tre modeller.
I februar 1982 kom Samba ud til forhandlerne som tredørs hatchback. Mellem september 1982 og december 1985 fandtes modellen også som cabriolet, designet af Pininfarina; denne version var i sin tid verdens mindste cabriolet.
Samba fandtes med motorer på 954 cm³ med 45 hk, 1124 cm³ med 50 hk og 1360 cm³ med 72 eller 79 hk.
Oprindeligt skulle Citroën AX have været solgt under varemærket Talbot som efterfølger for Samba, men på grund af den allerede i 1984 besluttede afvikling af mærket blev dette ikke til noget. Ved produktionens indstilling var der blevet bygget 270.555 eksemplarer af Samba.